# Johann Ernst Brabandt
Johann Ernst Brabandt (auch: Johann Ernst Braband oder Johann Ernst Brabant und Ernst Brabant sowie Ernst Brabandt und Namensvarianten; aber auch Johan Ernst Braband; getauft 16. Juli 1624 in Celle; gestorben im März 1716) war ein deutscher Münz-, Medaillen- und Stempelschneider sowie Celler Hof-Goldschmied. Sein Monogramm bildete er aus den Buchstaben E B oder JEB.

## Leben

### Familie
Brabandt war ein Enkel des in Braunschweig tätigen Henning Brabandt. Er war der ältere Sohn des Friedrich Brabandt und Bruder des Celler Goldschmiedes Balthasar Brabandt.
Eine zweite Ehe ging Brabandt um 1674 ein. „Seine Tochter“ heiratete den Hofmaler Georg Wilhelm Lafontaine,   Brabandt wurde später zum Urgroßvater unter anderem des Schriftstellers August Lafontaine und des Porträtmalers Carl Lafontaine.
1679 heiratete Brabandt erneut; Ilse Margarete Simon war Tochter des Celler Gastwirtes Eberhard Simon. Aus der Ehe ging 1682 der zunächst als Schuster tätige Tobias Brabandt hervor sowie 1692 der spätere Hofgraveur Christoph Christian Braband.
Ein Enkel Brabandts war der Celler Goldschmied Anton Wilhelm Brabandt.
Brabandt stand 1681 Pate bei der Taufe des Sohnes des Goldschmiedes Isaac Pielke, ein weiteres Mal 1697 für den Sohn des Hofgoldschmiedes Levin Dedeke.

### Werdegang

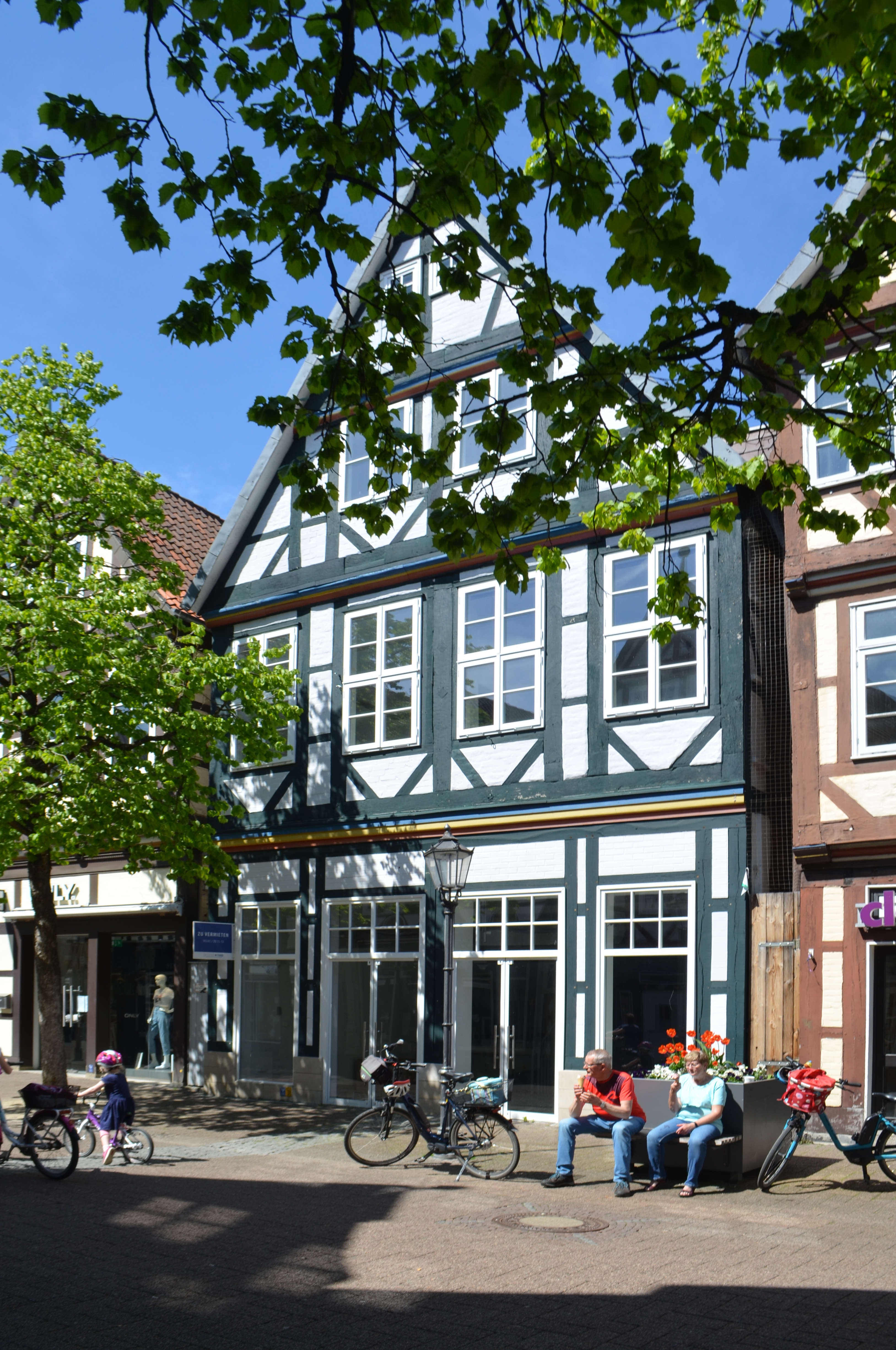
Wohnhaus Brabandts im 17. Jahrhundert: Zöllnerstraße 8 in Celle

In der Stadt Celle war Ernst Johann Brabandt Braubürger, besaß also das Bürgerrecht und die Braugerechtsame. Er arbeitete als bekannter Hofgoldschmied, als Münz- und Stempelschneider sowie Gold- und Silberschmiedemeister am Hof von Herzog Georg Wilhelm. Ernst Brabandt soll zwischen 1670 und 1705 in Celle als Medailleur tätig gewesen sein und seine Medaillen teils mit seinem Monogramm EB signiert haben. Nach älterer Darstellung soll er erst ab 1694 und bis 1714 als Stempelschneider tätig gewesen sein. Hierfür bezog er ein Gehalt von 300 Thalern, als „gewesener Stempelschneider“ in den Jahren 1714/15 noch 200 Thaler.
Unterdessen hatte Brabandt 1684 ein Haus mit Hof in der Torstraße in Celle für 475 Reichsthaler gekauft. Er wohnte zudem im Haus Zöllnerstraße 8, das nach seinem Tod für 3700 Reichsthaler verkauft wurde. Noch 1704 hatte der Besitz Brabandts eine Schuldenlast von 1733 Reichstalern.
Ein Amtseintritt Brabandts ist für das Jahr 1706 verzeichnet.
Für den Rat der Stadt Celle wurde Brabandt zu einem der Viermänner Celles gewählt.

## Werke
Johann Ernst Brabandt signierte die von ihm gestalteten Münzen mit den verschlungenen Buchstaben E B. Davon existieren Abbildungen bei Georg Schnaths Schrift Hannover zur Zeit des Kurhuts sowie von Eduard Fialas Große Münzkunde von den welfischen Herzögen. Zudem nutzte Brabandt als Beschauzeichen ein nach links springendes Pferd mit der Ziffer 12 darunter. Zudem existiert das Monogramm JEB.

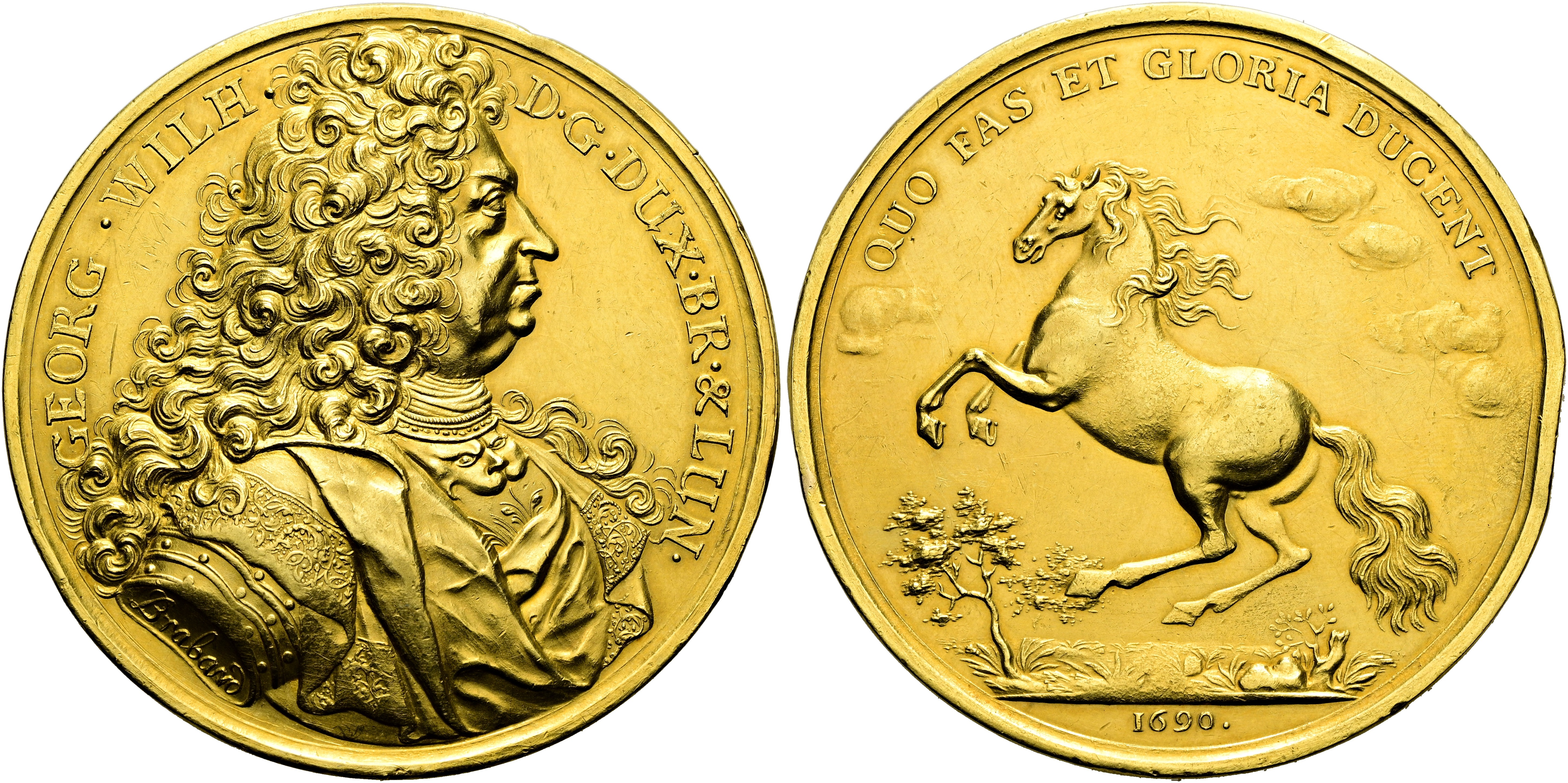
1690, gefertigt mit Arvid Karlsteen: 50 Golddukaten mit dem geharnischten und drapierten Brustbild des Fürsten Georg Wilhelm unter Allongeperücke; umseitig springendes Sachsenross

Insbesondere für den herzoglichen Hof in Schloss Celle sowie für denjenigen im Leineschloss in Hannover schuf Johann Ernst Brabandt zahlreiche Münzstöcke und Stempel, aber auch Geschirr und Leuchter.
Im Zeitraum von 1687 bis 1706 sind acht Werke Brabandts für den herzoglichen Hof urkundlich dokumentiert, darunter
- 22. Oktober 1687: Stempel und Stöcke für die fürstliche Münze zu Celle; Preis: 10 Reichthaler (Rthler)[4]
- 25. Oktober 1700: 24 Leuchter für die Silberkammer; 162 Rthler, 10 Gutegroschen (GG)[4]
- 4. November 1700: Zuckerdose und ein Mustertopf für Mostrich mit einem Löffel, Baumölkanne, Pfefferbüchse sowie zusätzlich Lötung von Silbergeschirr; 133 Rthler, 3 GG[4]
- 1705: Stöcke für die dann in der Clausthaler Münzstätte geschlagenen Begräbnisthaler für Herzog Georg Wilhelm; 80 Rthler[4]
- 18. Mai 1706: Wiegen des Silbergeschirrs von Schloss Celle und das Schloss Ahlden; 8 Rthler.[4]

Eine um 1700 geschaffene silberne, vergoldete Patene für die Kirche von Winsen (Aller) mit einem Durchmesser von 18 cm hat sich erhalten und wird entweder laut dem Kunsthistoriker Wolfgang Scheffler Brabandt zugeschrieben (1965) oder gilt laut RWLE Möller (1987) als nachgewiesenes Werk des Künstlers. Die beiden „Winser Kelche“ passen jedoch nicht zu den bei Scheffler abgebildeten Beschauzeichen Brabandts.
- Im Bomann-Museum in Celle findet sich eine undatierte Medaille aus der Hand Brabandts, die ein geharnischtes Brustbild Herzog Georg Wilhelms zeigt sowie das Brustbild der Herzogin Eleonore[8]

Im Objektkatalog des Germanischen Nationalmuseums findet sich zudem
- die Medaille von 1691 Georg Wilhelm (1624–1705), Herzog von Braunschweig-Lüneburg Haus Braunschweig, Silber geprägt, Durchmesser 50,5 mm[9]
- die Medaille von 1696 Ernst August I. (1629–1698), Kurfürst von Hannover Haus Braunschweig, und seine Gemahlin Sophie (1630–1714), Silber, 53mm Durchmesser, mit dem Monogramm E B auf dem Revers[10]

Unter den zahlreichen von Brabandt geschaffenen Stöcken für verschenkte Medaillen findet sich unter anderem eine auf den Tod von Ernst August.